# CrossGen
CrossGen (abréviation pour CrossGeneration Comics) est une maison d'édition de comics fondée en 1998 par l'homme d'affaires Mark Alessi (en).
Cette compagnie avait pour particularité de ne pas proposer d'histoires de super-héros mais de la fantasy et de la science-fiction. Par ailleurs, elle était basée sur un fonctionnement en studio, tous les artistes devant emménager à Tampa en Floride pour travailler ensemble dans les locaux de la société.  Leur credo était de publier régulièrement des comics de qualité, contrairement à certains de leurs concurrents dont les parutions étaient très irrégulières.

## Historique
Pour lancer sa compagnie, Alessi embaucha le dessinateur Brandon Peterson comme directeur artistique, et les scénaristes Ron Marz et Barbara Kesel.
Ils commencèrent par lancer 4 titres mensuels en juin 2000 : Meridian (par Barbara Kesel / Joshua Middleton), Mystic (par Ron Marz et Brandon Peterson), Scion (Ron Marz / Jim Cheung) et Sigil (Barbara Kesel / Ben Lai), en plus du trimestriel Crossgen Chronicles. Toutes ces séries, bien que se passant dans différents mondes avec des univers très distincts, étaient reliés par le Sigil, une mystérieuse marque apposée à leur insu sur le corps des héros, souvent appelés les Marqués, et qui leur confère des pouvoirs qui chamboulent leurs vies.
Après quelques mois, Ben Lai (et son frère Ray, encreur) et Joshua Middleton, les dessinateurs débutants engagés par la compagnie, bien que non dépourvus de talents, durent quitter leurs titres à la suite de différents problèmes avec le management.
Plusieurs autres titres furent lancés plus tard avec le renfort du scénariste Mark Waid et de plusieurs artistes, des professionnels et des débutants formés dans la compagnie en réalisant des fill-in (épisodes de remplissages, pour permettre aux auteurs réguliers des titres de se reposer), comme The First en novembre 2000 (Ron Marz / Bart Sears), Crux en avril 2001 (Mark Waid / Steve Epting), Sojourn en juin 2001 (Ron Marz / Greg Land), Ruse en octobre 2001 (Mark Waid / Butch Guice), Negation en novembre 2001 (Mark Waid et Tony Bedard / Paul Pelletier), The Path en février 2002 (Ron Marz / Bart Sears),  Brath en février 2003 (Chuck Dixon / Andrea Di Vito), Solus en avril 2003 (Barbara Kesel / George Perez)...
La compagnie entreprit de mettre en valeur son catalogue en cédant des licences pour des publications à l'étranger, des adaptations cinématographiques ou en jeux vidéo, ainsi que dans des anthologies baptisées Forge et Edge.
Malheureusement, le succès n'arriva pas. La compagnie entreprit de se diversifier en publiant des comics en creator-owned (dont les droits appartiennent à leurs créateurs), et des séries non liées à l'univers du Sigil : Route 666 (titre d'horreur), Kiss Kiss Bang Bang (espionnage), Lady Death, The Crossovers...
Finalement, la société dut se déclarer en banqueroute en 2004, laissant certains titres inachevés. En novembre 2004, Disney rachète les actifs de la société CrossGen Comics spécialisée dans les comics de la Fantasy.
Certaines séries Crossgen ont été publiées en France en kiosques ou en librairies par Semic.
C'est leur passage chez Crossgen qui permit la découverte de Steve McNiven, devenu une star chez Marvel Comics, de Joshua Middleton, d'Andrea Di Vito, ou l'explosion du talent de Jim Cheung.

## Publications
(les titres suivis d'un astérisque ont été traduits en français)
| Titre                                                                                | Début        | Fin          | Nombre d’épisodes |
| ------------------------------------------------------------------------------------ | ------------ | ------------ | ----------------- |
| CrossGenesis*                                                                        | Jan. 2000    | Jan. 2000    | 1                 |
| CrossGen Chronicles*                                                                 | Juin 2000    | Juillet 2002 | 8                 |
| Mystic*                                                                              | Juillet 2000 | Jan. 2004    | 43                |
| Sigil*                                                                               | Juillet 2000 | Déc. 2003    | 42                |
| Saurians: Unnatural Selection*                                                       | Février 2002 | Mars 2002    | 2                 |
| Scion*                                                                               | Juillet 2000 | Avril 2004   | 43                |
| Meridian*                                                                            | Juillet 2000 | Avril 2004   | 44                |
| The First*                                                                           | Nov. 2000    | Déc. 2003    | 37                |
| Crux*                                                                                | Mai 2001     | Février 2004 | 33                |
| Sojourn*                                                                             | Juillet 2001 | Mai 2004     | 34                |
| Ruse*                                                                                | Nov. 2001    | Jan. 2004    | 26                |
| Archard's Agents: A Most Convenient Murder                                           | Jan. 2003    | Jan. 2003    | 1                 |
| Archard's Agents: The Case of the Puzzled Pugilist                                   | Nov. 2003    | Nov. 2003    | 1                 |
| Archard's Agents: Deadly Dare                                                        | Avril 2004   | Avril 2004   | 1                 |
| Negation*                                                                            | Déc. 2001    | Mars 2004    | 27                |
| Negation: Lawbringer                                                                 | Nov. 2002    | Nov. 2002    | 1                 |
| Mark of Charon                                                                       | Avril 2003   | Aout 2003    | 5                 |
| Negation War (prévue pour être une mini-série de 6 épisodes. Seulement 2 de publiés) | Avril 2004   | Juin 2004    | 2                 |
| The Path*                                                                            | Mars 2002    | Avril 2004   | 23                |
| Way of the Rat                                                                       | Juin 2002    | Juin 2004    | 24                |
| The Silken Ghost                                                                     | Juin 2003    | Oct. 2003    | 5                 |
| Route 666                                                                            | Juillet 2002 | Juin 2004    | 22                |
| Brath                                                                                | Février 2003 | Juin 2004    | 14                |
| Chimera                                                                              | Mars 2003    | Juillet 2003 | 4                 |
| Solus                                                                                | Avril 2003   | Déc. 2003    | 8                 |
| El Cazador*                                                                          | Oct. 2003    | Juin 2004    | 6                 |
| El Cazador: The Bloody Ballad of Blackjack Tom                                       | Avril 2004   | Avril 2004   | 1                 |
| Kiss Kiss Bang Bang                                                                  | Février 2004 | Juin 2004    | 5                 |

### Titres promotionnels
- CrossGen Sampler (un comic promotionnel gratuit incluant plusieurs pages de chacun des cinq premiers titres CrossGen) *
- CrossGen Primer (un comic promotionnel vendu avec un numéro de Wizard Magazine, un magazine sur les comics) *publ
- Wizard CrossGen Special (un comic promotionnel ultérieur vendu avec Wizard)
- CrossGen Illustrated (livre grand format à couverture souple avec des dessins et des informations sur plusieurs titres du Sigilverse)

### Titres dont les droits n'appartenaient pas à CrossGen
- Abadazad
- The Crossovers (avec le dessinateur belge Mauricet)
- R.A. Salvatore's Demon Wars
- Lady Death: A Medieval Tale
- Lady Death: The Wild Hunt
- Red Star
- Space Ace
- Dragon's Lair
- Masters of the Universe
- American Power (annulé, jamais publié après une controverse)

### Documentation
- Philippe Touboul, « Crossgeneration », BoDoï, no 40,‎ avril 2001, p. 100.